# António Óscar Carmona

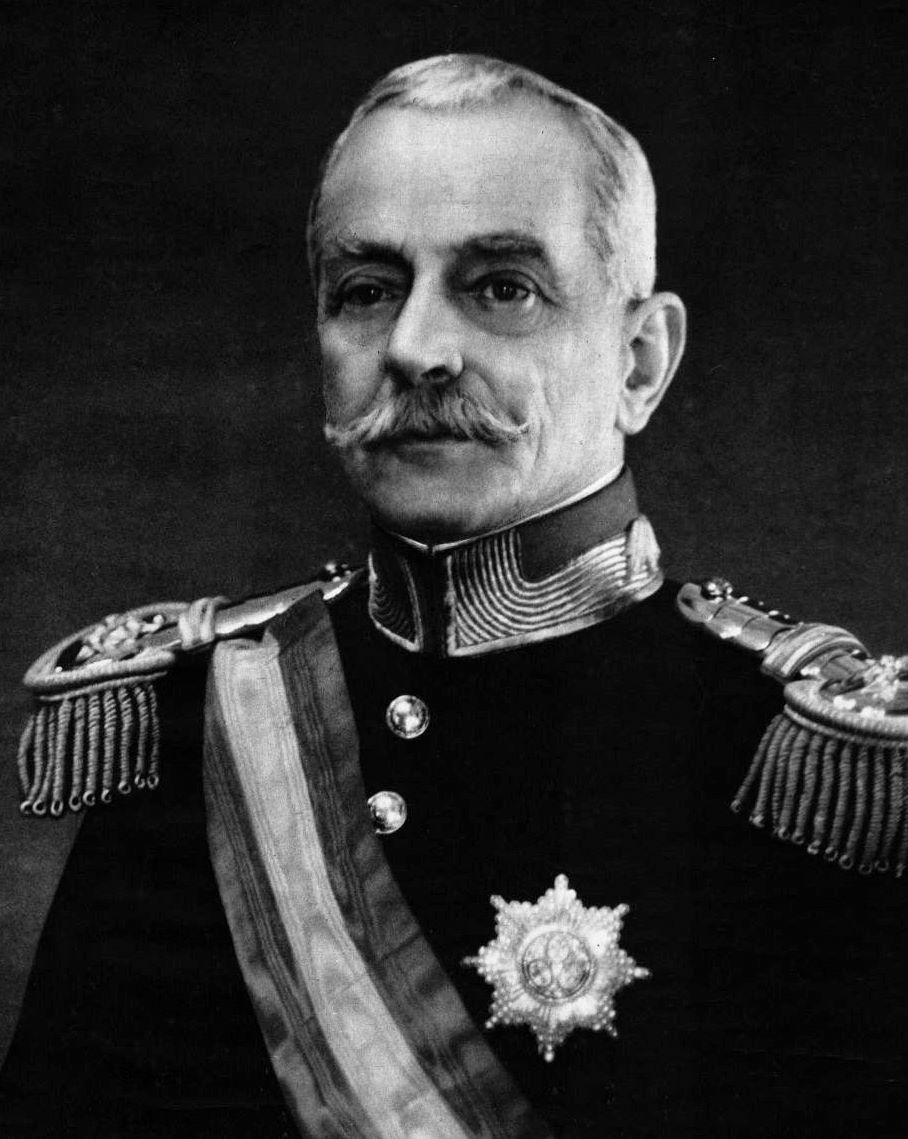
António Óscar Carmona

António Óscar de Fragoso Carmona [ɐ̃ˈtɔniw ˈɔʃkaɾ dɨ fɾɐˈɣozu kaɾˈmonɐ] (Lissabon, 24 november 1869 - Lissabon, 18 april 1951), was een Portugees militair, politicus en president.
António Óscar Carmona doorliep de Koninklijke Portugese Militaire Academie. In 1888 studeerde hij af. Tijdens de Eerste Wereldoorlog maakte hij deel uit van de generale staf. In 1922 bereikte hij de rang van generaal. Van november tot december 1923 was hij korte tijd minister van Oorlog.
Carmona nam actief deel aan de Revolutie van de 28ste mei ("Nationale Revolutie") die een einde maakte aan de eerste republiek en haar verving door een militaire dictatuur. Op 9 juli 1926 volgde hij generaal Manuel de Oliveira Gomes da Costa – de leider van de revolutie – op als voorlopig president van Portugal. Van 9 juli 1926 tot 18 april 1928 was hij tevens premier. De periode van 1926 tot 1933 werd de Ditadura Nacional (Nationale Dictatuur) genaamd.
In 1928 werd Carmona tot president gekozen.
Portugal had te kampen met enorme financiële problemen en het land was bijna bankroet. In 1928 benoemde Carmona de jonge professor António de Oliveira Salazar tot minister van Financiën met bijzondere volmachten. Salazar wist de staatsschulden terug te dringen en moderniseerde de staatsfinanciën. In 1932 benoemde Carmona hem tot minister-president en daarmee de facto dictator van Portugal. In 1933 nam het Portugese parlement een nieuwe, corporatieve grondwet aan. De grondwet was door Salazar opgesteld en ontnam de president veel macht. Carmona's invloed op de politieke gang van zaken in Portugal nam af en hij werd een soort ceremonieel staatshoofd dat optrad bij officiële recepties en inauguraties. Toch dwong zijn persoon nog veel respect af. In 1935 en in 1936, toen er pogingen tot revoltes en staatsgrepen tegen het regime werden ondernomen, verscheen Carmona regelmatig in het openbaar om de bevolking op te roepen tot kalmte. Ook tijdens de Tweede Wereldoorlog hield hij veel toespraken en benadrukte hij de Portugese neutraliteit. Soms ontstonden hierdoor meningsverschillen met premier Salazar. De laatste durfde Carmona echter niet af te zetten, omdat Carmona een belangrijke staat van dienst achter zich had.
Internationale aandacht trok Carmona toen hij tijdens de Tweede Wereldoorlog een demonstratieve tocht ondernam naar de Azoren, waarbij hij werd begeleid door Portugals betrekkelijk sterke vloot. Hiermee wilde hij aantonen dat de Portugese natie haar neutraliteit wilde verdedigen.
In mei 1947 werd Carmona maarschalk van Portugal.
Hij overleed op 81-jarige leeftijd en werd bijgezet in het Panteão Nacional (Nationaal Pantheon) in Lissabon.